# Mosquée Harmel

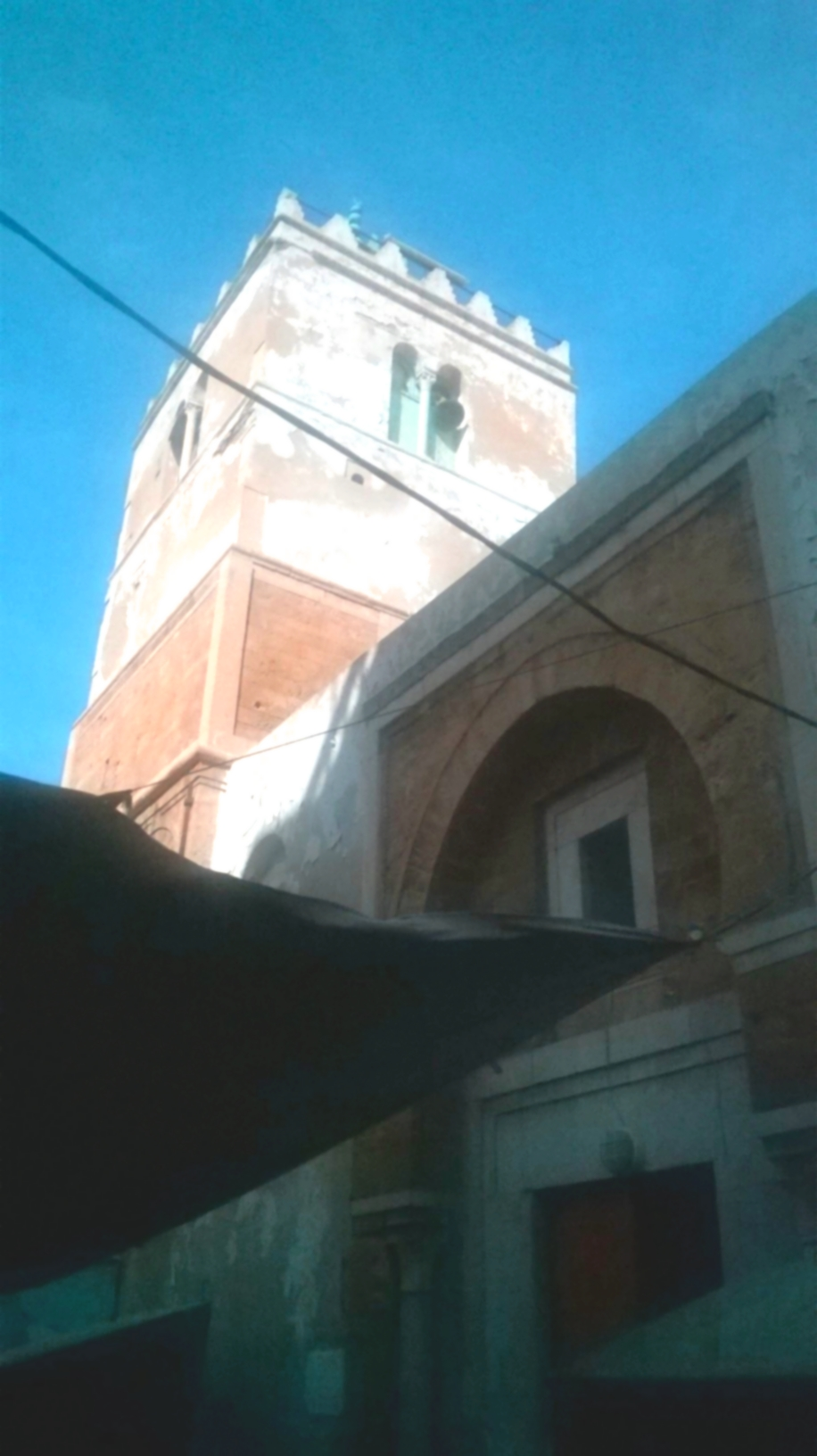
Vue de l'entrée et du minaret de la mosquée.

La mosquée Harmel (arabe : جامع حرمل), également connue sous le nom de mosquée de Kénitra (arabe : جامع القنيطرة) ou mosquée Thabit (arabe : مسجد ثابت), est une mosquée tunisienne située sur la rue des Teinturiers dans la médina de Tunis.

## Histoire
La mosquée, datée de l'époque hafside, est reconstruite par Ali Thabit, un ministre de Youssef Dey au cours du XVIIe siècle.

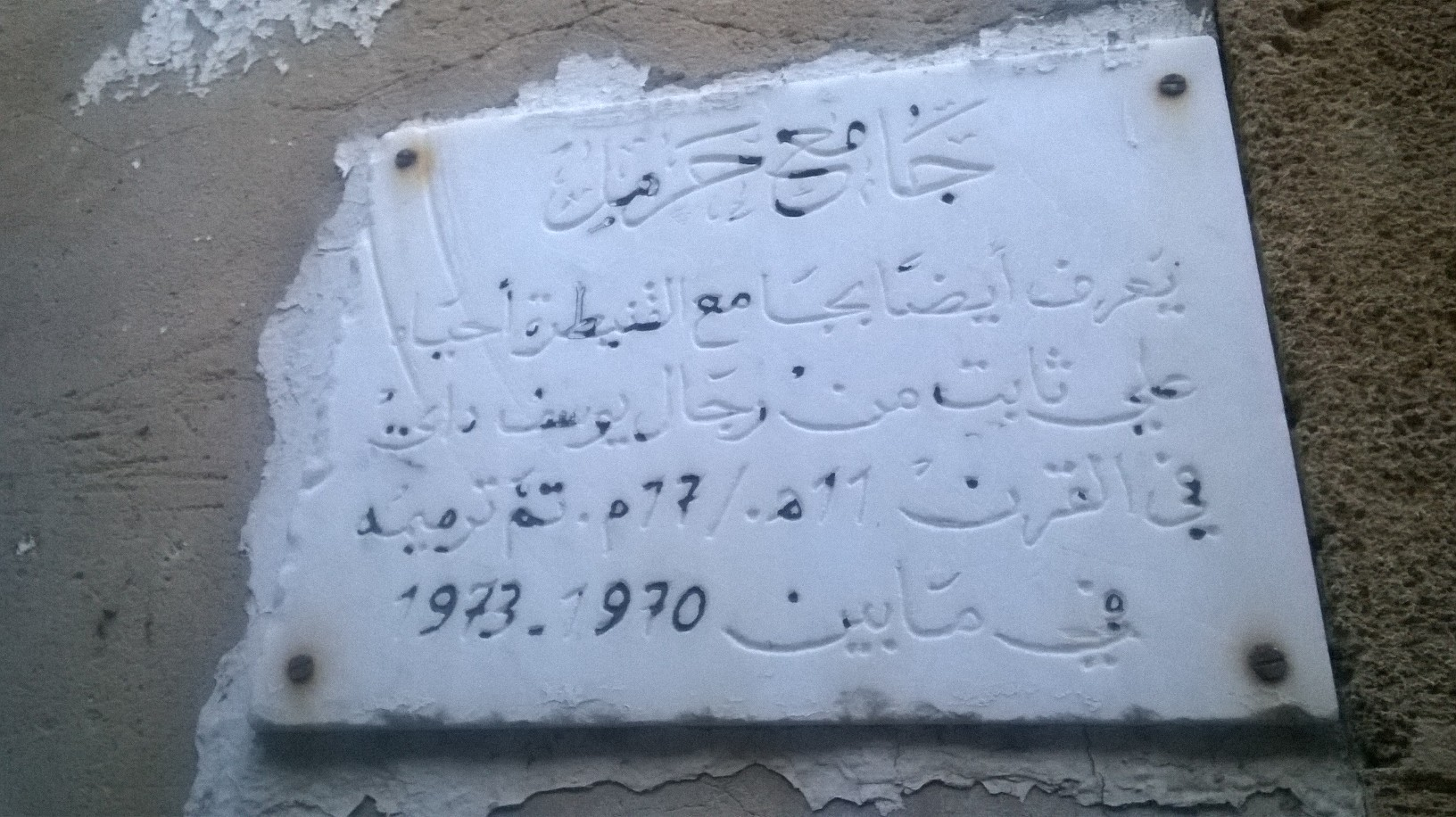
Plaque commémorative de la mosquée Harmel.
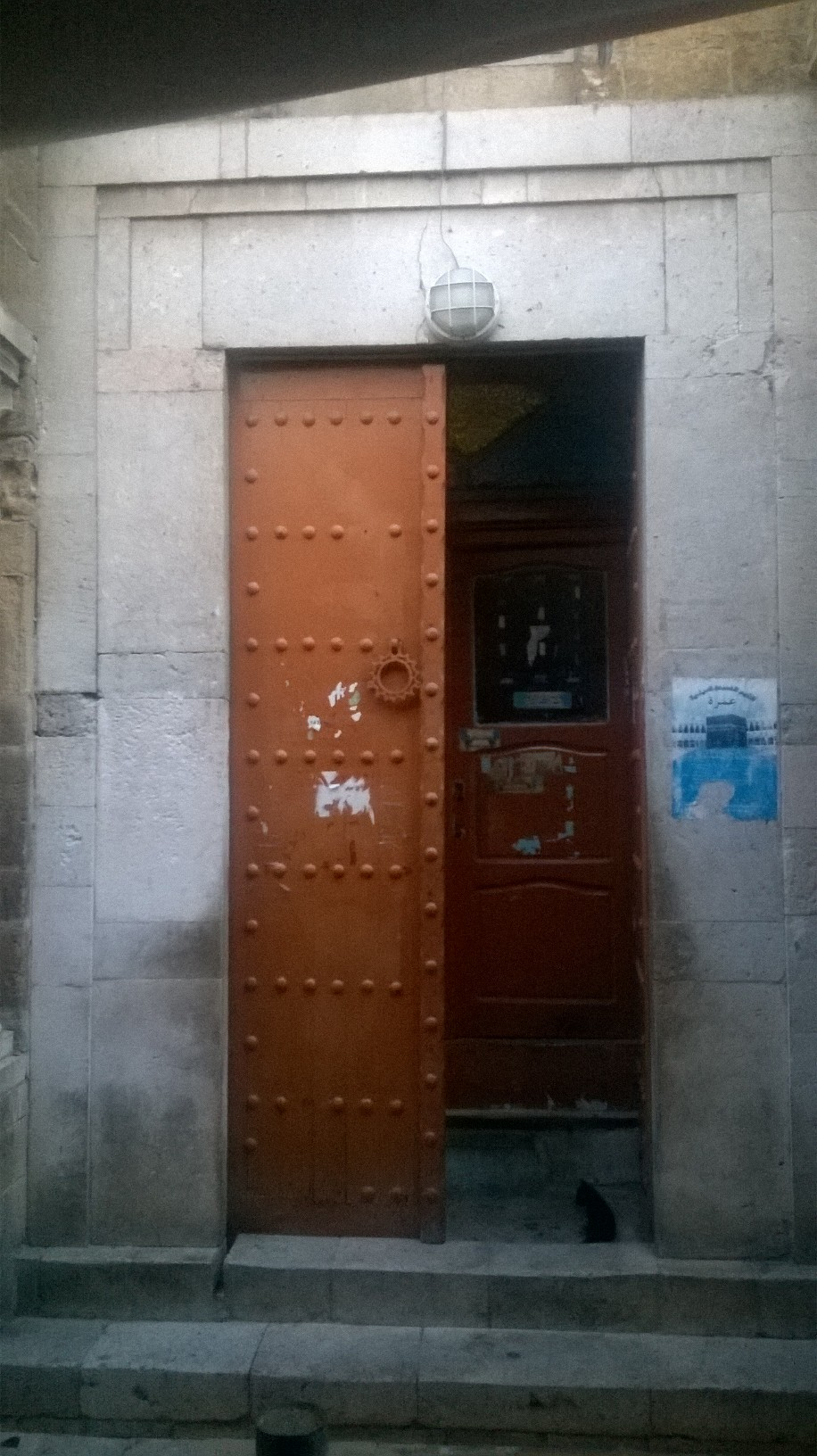
Porte d'entrée.
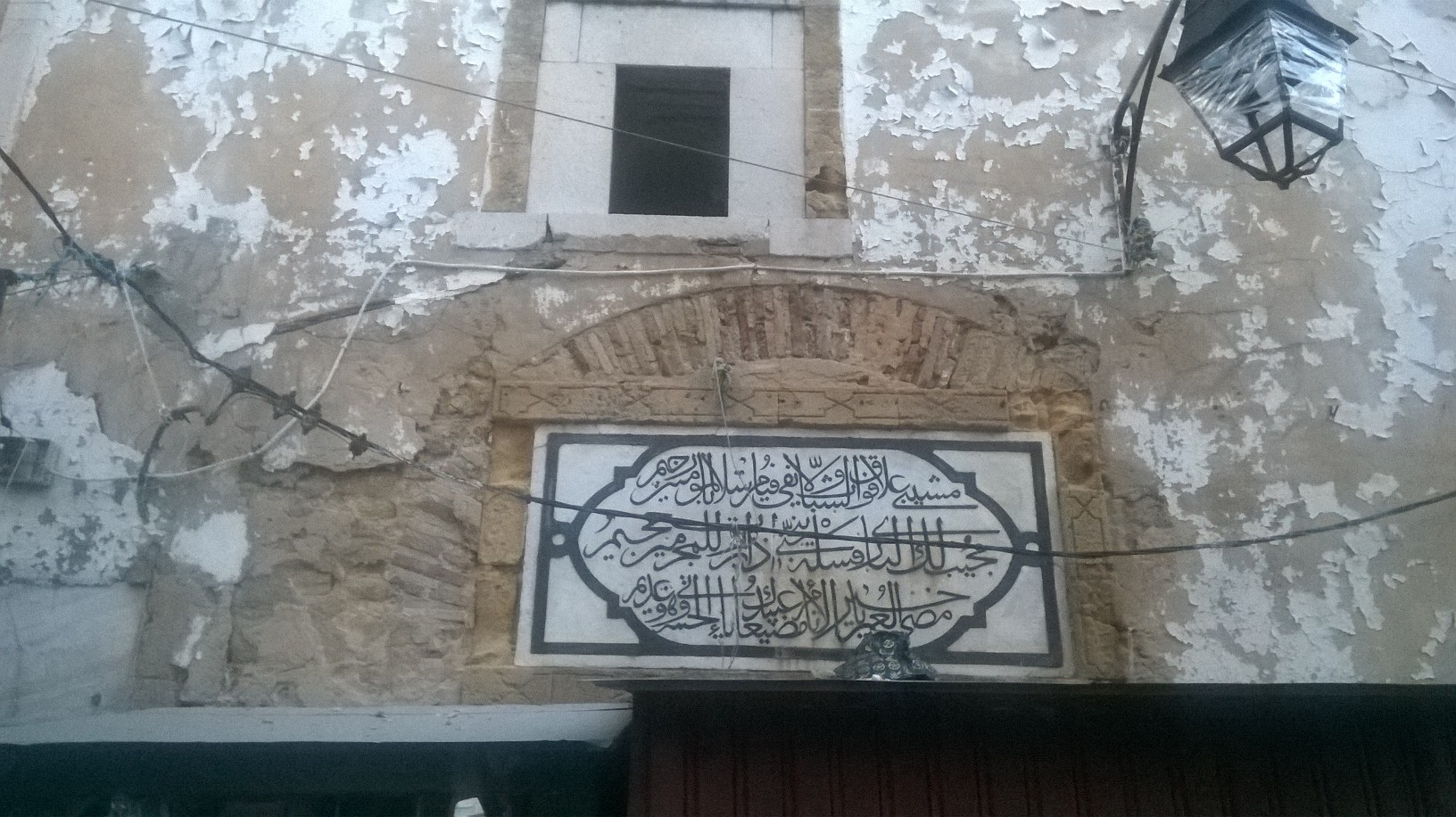
Inscription située au-dessus de l'entrée.